# Ansu Fati
Anssumane Fati Vieira, kortweg Ansu Fati (Bissau, 31 oktober 2002) is een Spaans-Guinee-Bissause voetballer die doorgaans als aanvaller speelt voor AS Monaco. Hij stroomde door vanuit de jeugdopleiding van FC Barcelona. In 2019 debuteerde Fati in het Spaans voetbalelftal.

## Carrière

### Jeugd
Fati werd geboren in Bissau, de hoofdstad van Guinee-Bissau. Hij is de tweede zoon van moeder Lurdes Fati en vader Boji Fati. In 2003 brak een burgeroorlog uit in het land. Ze vluchtten uiteindelijk in 2006 naar Portugal, waar zijn vader een voetbalcarrière wilde beginnen die uiteindelijk mislukte. Eenmaal in Portugal hoorde zijn vader dat er een bedrijf in het dorpje Marinaleda werk zocht voor vluchtelingen. Al snel vertrokken ze naar Spanje. Na een paar maanden kreeg zijn vader een baan toegewezen als chauffeur in Sevilla. Dit was in 2008. Zijn vader had het moeilijk die tijd en moedigde zijn zoon aan om voetballer te worden. In 2009 tekende Cristiano Ronaldo - Fati’s idool in die tijd - bij Real Madrid.
Zijn broer Braima werd al snel door Sevilla opgepikt. Fati wilde dit ook, alleen kreeg hij de kans niet. Zodoende begon hij een jaar te voetballen bij een club in Sevilla, genaamd Herrera. Na een jaar werd hij toch toegelaten op de jeugdopleiding van Sevilla FC. Hier viel hij meteen op en werd meteen gevolgd door de scouts van Real Madrid en FC Barcelona. Real Madrid had een beter contract aangeboden dan Barcelona. Beide clubs kwamen langs bij Fati thuis en legden hun bedoeling uit. Hier werd de toenmalige huidige club Sevilla FC boos om. Ze ontbonden het contract van Fati en hij speelde een jaar niet. Uiteindelijk kwam FC Barcelona na een jaar terug en lijfde het Fati in, waarop hij zich aansloot bij hun jeugdopleiding La Masía. Hij maakte al snel indruk in de elftallen en werd meestal de aanvoerder in de elftallen. In december 2015 brak hij tijdens een wedstrijd tegen Espanyol zijn scheen- en kuitbeen. Hij lag er tien maanden uit en niemand dacht dat hij zou herstellen, maar Fati was vastberaden en knokte zich door het proces. Uiteindelijk herstelde hij en kwam terug als nooit tevoren.

### FC Barcelona

#### 2019/20
Op 24 augustus 2019 ondertekende Fati zijn eerste profcontract bij FC Barcelona. Een dag later, nog voor hij zijn debuut in het B-elftal van de club zou gaan maken, maakte hij zijn debuut in het eerste elftal: in de competitiewedstrijd tegen Real Betis viel hij in de 78e minuut in voor Carles Pérez. Met zijn 16 jaar en 298 dagen was hij de op een na jongste debutant ooit bij Barcelona, enkel Vicente Martínez Alama was in 1941 nóg jonger met 16 jaar en 280 dagen. In de weken daarna brak hij twee leeftijdsgebonden records. Op 31 augustus scoorde hij tegen Osasuna en werd hij de jongste doelpuntmaker ooit voor Barcelona. Op 14 september 2019 stond Fati voor het eerst in de basis bij Barcelona tegen Valencia. Hierdoor werd hij de jongste basisspeler ooit bij de club. In de tweede minuut scoorde Fati zijn tweede doelpunt voor Barcelona. Hij werd in de 59ste minuut vervangen door de terugkerende Luis Suárez. De wedstrijd werd gewonnen met 5-2. Op 10 december kroonde hij zich met een doelpunt tegen Inter tot de jongste doelpuntenmaker ooit in het hoofdtoernooi van de Champions League.

#### 2020/21
In het seizoen 2020/21 maakte hij een sterke seizoensstart met vijf goals in tien wedstrijden. In september 2020 werd de afkoopclausule in het contract van Fati, die het rugnummer 31 in het tussenseizoen had ingewisseld voor het rugnummer 22, dan ook verhoogd van 170 tot 400 miljoen euro. In november 2020 liep hij echter voor de tweede keer in zijn carrière een zware blessure op: hij scheurde zijn meniscus af, met een herstel van negen maanden als gevolg. De competitiewedstrijd tegen Real Betis op de negende competitiespeeldag was zo meteen zijn laatste officiële wedstrijd van het seizoen. Fati ging vervolgens meermaals onder het mes.

#### 2021/22
Op 1 september 2021 maakte FC Barcelona bekend dat Fati voortaan het rugnummer 10 zou dragen. Fati nam dat rugnummer over van clublegende Lionel Messi, die tijdens de zomer van 2021 de club had verlaten. Op 25 september 2021 kondigde de club de medische goedkeuring en rentree aan van Fati, die in augustus de groepstraining hervat had. Een dag later maakte hij in de competitiewedstrijd tegen UD Levante zijn langverwachte rentree. Fati, die in de 81e minuut inviel voor Luuk de Jong, fleurde zijn langverwachte terugkeer op door in de blessuretijd de 3-0-eindstand vast te leggen. Op 20 oktober 2021 ondertekende Fati een contract dat hem tot medio 2027 met de club verbindt, met daarin een afkoopclausule van 1 miljard euro.
Drie weken na zijn rentree was Fati in de 3-1-zege tegen Valencia CF goed voor een goal en een afgedwongen strafschop. Op 2 november 2021 scoorde hij in de Champions League-groepswedstrijd tegen Dinamo Kiev het enige doelpunt van de wedstrijd, waardoor Barcelona – dat met 0 op 6 aan de groepsfase was begonnen – opschoof naar de tweede plaats in het klassement. Later die week opende hij de score in het 3-3-gelijkspel tegen Celta de Vigo. Fati werd in deze wedstrijd tijdens de rust gewisseld wegens een blessure. Fati, die tijdens de Clásico op 24 oktober al vervangen was geweest met een pijnlijke linkerknie, bleek ditmaal een hamstringblessure te hebben opgelopen.
Op 12 januari 2022 maakte Fati zijn comeback in de Supercopa de España: in de halve finale tegen Real Madrid viel hij in de 66e minuut in voor Luuk de Jong en scoorde hij in de 83e minuut de 2-2, waarop Real Madrid in de verlengingen aan het langste eind trok. Acht dagen later liep hij in de bekerwedstrijd tegen Athletic Bilbao, die Barcelona eveneens na verlengingen met 3-2 verloor, liep Fati een nieuwe blessure op: Fati viel in de 61e minuut in voor Ferran Jutglà bij een 1-1-tussenstand, maar moest in de 96e minuut het veld alweer verlaten met een blessure.
Op 1 mei 2022 maakte Fati zijn tweede comeback van het seizoen: op de 34e competitiespeeldag liet trainer Xavi hem tegen RCD Mallorca (2-1-winst) in de 75e minuut invallen voor Pierre-Emerick Aubameyang. Fati kon ditmaal het seizoen uitspelen. Hij maakte dat seizoen nog één doelpunt: op de 36e competitiespeeldag opende hij in de 1-2-zege tegen Real Betis in de 76e minuut de score. Fati sloot zijn seizoen af met zes goals uit vijftien wedstrijden in alle competities.

#### 2022/23
Gedurende het seizoen 2022/23 werd duidelijk dat Fati door Xavi niet als onbetwiste basisspeler werd gezien. Fati speelde het merendeel van de wedstrijden als invaller en kende veel concurrentie voor de aanvalsposities. In mei 2023 werd daardoor gespeculeerd over een vertrek bij FC Barcelona, ook doordat de club de financiële vergoeding goed kon gebruiken. Hij vertrok uiteindelijk in de zomer op leenbasis naar Brighton & Hove Albion.

### Brighton & Hove Albion

#### 2023/24
Op 1 september 2023 sloot Fati zich aan bij Premier League-club Brighton & Hove Albion op leenbasis zonder optie tot koop. Hij maakte zijn debuut op 16 september 2023, toen hij in de 64e minuut als invaller het veld betrad tijdens de 3-1 uitoverwinning op Manchester United op Old Trafford. Zijn eerste doelpunt voor Brighton scoorde hij op 30 september tegen Aston Villa in een 1-6 nederlaag op Villa Park. Op 26 oktober hielp Fati Brighton hun allereerste overwinning in een Europese competitie te behalen door het tweede doelpunt te scoren in een 2-0 overwinning tegen Ajax in een groepswedstrijd. Dit was tevens zijn eerste carrièredoelpunt in de Europa League. Fati kende ook hier periodes van blessures en kwam maar tot 2 doelpunten in 19 wedstrijden.

### Terugkeer bij FC Barcelona

#### 2024/25
Na zijn terugkeer bij FC Barcelona in het seizoen 2024/25 kreeg Fati beperkt speelminuten onder hoofdtrainer Hansi Flick, die verklaarde dat de speler "zwaar werk" moest verrichten om zijn plaats in de selectie te heroveren.

### AS Monaco
Op 1 juli 2025 maakte AS Monaco bekend dat Fati op huurbasis zou uitkomen voor de club gedurende het seizoen 2025/26. FC Barcelona en de Monegaskische club kwamen overeen het salaris van de speler gezamenlijk te bekostigen. Voorafgaand aan zijn tijdelijke overstap verlengde Fati zijn contract bij de Catalaanse club tot medio 2028.

## Clubstatistieken
| Seizoen     | Club         | Competitie       | Competitie | Competitie | Competitie | Beker | Beker | Beker | Internationaal | Internationaal | Internationaal | Totaal | Totaal | Totaal |
| Seizoen     | Club         | Competitie       | Wed.       | Dlp.       | Ass.       | Wed.  | Dlp.  | Ass.  | Wed.           | Dlp.           | Ass.           | Wed.   | Dlp.   | Ass.   |
| ----------- | ------------ | ---------------- | ---------- | ---------- | ---------- | ----- | ----- | ----- | -------------- | -------------- | -------------- | ------ | ------ | ------ |
| 2019/20     | FC Barcelona | Primera División | 24         | 7          | 1          | 4     | 0     | 0     | 5              | 1              | 0              | 33     | 8      | 1      |
| 2020/21     | FC Barcelona | Primera División | 7          | 4          | 0          | 0     | 0     | 0     | 3              | 1              | 3              | 10     | 5      | 3      |
| 2021/22     | FC Barcelona | Primera División | 10         | 4          | 0          | 2     | 1     | 0     | 3              | 1              | 0              | 15     | 6      | 0      |
| 2022/23     | FC Barcelona | Primera División | 36         | 7          | 4          | 7     | 3     | 0     | 8              | 0              | 0              | 51     | 10     | 4      |
| 2023/24     | FC Barcelona | Primera División | 3          | 0          | 0          | 0     | 0     | 0     | 0              | 0              | 0              | 3      | 0      | 0      |
| Club Totaal | Club Totaal  | Club Totaal      | 80         | 22         | 5          | 13    | 4     | 0     | 19             | 3              | 3              | 112    | 29     | 8      |
| 2023/24     | → Brighton   | Premier League   | 19         | 2          | 0          | 2     | 0     | 0     | 6              | 2              | 1              | 27     | 4      | 1      |
| Club Totaal | Club Totaal  | Club Totaal      | 19         | 2          | 0          | 2     | 0     | 0     | 6              | 2              | 1              | 27     | 4      | 1      |
| 2024/25     | FC Barcelona | Primera División | 6          | 0          | 0          | 1     | 0     | 0     | 4              | 0              | 0              | 11     | 0      | 0      |
| Club Totaal | Club Totaal  | Club Totaal      | 86         | 22         | 5          | 14    | 4     | 0     | 23             | 3              | 3              | 123    | 29     | 8      |
| 2025/26     | AS Monaco    | Ligue 1          | 0          | 0          | 0          | 0     | 0     | 0     | 0              | 0              | 0              | 0      | 0      | 0      |
| TOTAAL      | TOTAAL       | TOTAAL           | 105        | 24         | 5          | 16    | 4     | 0     | 29             | 5              | 4              | 150    | 33     | 9      |

Bijgewerkt op 1 juli 2025.

## Interlandcarrière
Op 20 september 2019 verkreeg Fati de Spaanse nationaliteit. Spanje wilde Fati aanvankelijk al meteen selecteren voor het WK onder 17 in Brazilië, maar uiteindelijk werd beslist dat Fati eigenlijk beter naar een hogere leeftijdscategorie zou doorschuiven. Fati werd in augustus 2020 opgenomen in de Spaanse selectie voor de UEFA Nations League. Hij debuteerde op 3 september 2020 tegen Duitsland als invaller voor Jesús Navas. In zijn tweede interland, op 6 september 2020 tegen Oekraïne, maakte hij zijn eerste doelpunt voor La Furía Roja. Hij werd hiermee de jongste doelpuntenmaker voor Spanje ooit met een leeftijd van 17 jaar en 311 dagen en verbrak zo het 95 jaar oude record van Juan Errazquin (18 jaar en 344 dagen in 1925).
| Interlands van Ansu Fati    | Interlands van Ansu Fati    | Interlands van Ansu Fati    | Interlands van Ansu Fati    | Interlands van Ansu Fati    | Interlands van Ansu Fati    | Interlands van Ansu Fati    |
| No.                         | Datum                       | Wedstrijd                   | Uitslag                     | Soort Wedstrijd             | Doelpunten                  |                             |
| Als speler bij FC Barcelona | Als speler bij FC Barcelona | Als speler bij FC Barcelona | Als speler bij FC Barcelona | Als speler bij FC Barcelona | Als speler bij FC Barcelona | Als speler bij FC Barcelona |
| --------------------------- | --------------------------- | --------------------------- | --------------------------- | --------------------------- | --------------------------- | --------------------------- |
| 1.                          | 3 september 2020            | Duitsland – Spanje          | 1 – 1                       | UEFA Nations League 2020/21 | -                           |                             |
| 2.                          | 6 september 2020            | Spanje – Oekraïne           | 4 – 0                       | UEFA Nations League 2020/21 | 32'                         |                             |
| 3.                          | 10 oktober 2020             | Spanje – Zwitserland        | 1 – 0                       | UEFA Nations League 2020/21 | -                           |                             |
| 4.                          | 13 oktober 2020             | Oekraïne – Spanje           | 1 – 0                       | UEFA Nations League 2020/21 | -                           |                             |
| Totaal                      | Totaal                      | Totaal                      | Totaal                      | Totaal                      | 1                           |                             |

Bijgewerkt tot 21 september 2022.

## Erelijst
| Competitie          | Aantal       | Jaren            |
| FC Barcelona        | FC Barcelona | FC Barcelona     |
| ------------------- | ------------ | ---------------- |
| Primera División    | 1x           | 2022/23          |
| Copa del Rey        | 2x           | 2020/21, 2024/25 |
| Supercopa de España | 2x           | 2022/23, 2024/25 |
| Spanje              |              |                  |
| UEFA Nations League | 1x           | 2022/23          |

## Records en mijlpalen

### Clubrecords
- Fati was bij zijn competitiedebuut de tweede jongste Barcelona-speler die debuteerde in de Primera División: met zijn 16 jaar en 298 dagen was hij slechts achttien dagen jonger dan Vicenç Martínez op 19 oktober 1941.[36][37]
- Na zijn doelpunt tegen CA Osasuna op 31 augustus 2019 werd hij de jongste doelpuntmaker ooit voor Barcelona in de Primera División. Hij was toen 16 jaar en 304 dagen.[37]
- Op 14 september 2019, op de leeftijd van 16 jaar en 318 dagen, werd Fati tegen Valencia CF de jongste basisspeler ooit bij Barcelona in Camp Nou. In diezelfde wedstrijd brak hij nog twee andere records: hij werd de jongste doelpuntenmaker ooit in Camp Nou en de jongste speler ooit die een doelpunt en een assist afleverde in eenzelfde Primera División-wedstrijd.[37]
- Op 17 september 2019 (16 jaar en 321 dagen) werd hij tegen Borussia Dortmund de jongste debutant voor Barcelona in de Champions League.[37] Hij verbrak het record van Bojan Krkić, die 17 jaar en 22 dagen oud was toen hij op 19 september 2007 debuteerde tegen Olympique Lyon.[38]
- Fati was 17 jaar en 40 dagen toen hij op 10 december 2019 tegen Internazionale zijn eerste Champions League-doelpunt scoorde. Hij werd zo de jongste doelpuntenmaker ooit in het toernooi, een record dat hij overnam van Peter Ofori-Quaye (17 jaar en 195 dagen).[37][39]
- Op 2 februari 2020 werd Fati (17 jaar en 94 dagen) de jongste speler die tweemaal scoorde in eenzelfde Primera División-wedstrijd. Fati deed dat tegen Levante UD. Juanmi, die in 2010 het vorige record op zijn naam zette, was destijds 17 jaar en 115 dagen oud.[37]
- Fati maakte op 20 oktober 2020 tegen Ferencvárosi TC zijn tweede Champions League-doelpunt voor Barcelona, waardoor hij de eerste speler werd die minstens twee Champions League-doelpunten scoorde vóór zijn achttiende verjaardag.[40]
- Op 24 oktober 2020 scoorde Fati zijn eerste doelpunt in een Clásico. Met zijn 17 jaar en 359 dagen werd hij zo de tweede jongste doelpuntenmaker ooit in een Clásico, na Alfonso Navarro (17 jaar en 356 dagen) op 30 maart 1947. Hij scoorde hiermee ook het 400e doelpunt van Barcelona tegen Real Madrid.[41]

### Interlandrecords
- Op 15 oktober 2019 werd Fati bij zijn debuut voor het Spaans voetbalelftal onder 21 de tweede jongste speler ooit die het shirt van de Spaanse selectie droeg. Fati was bij zijn debuut tegen Montenegro  16 jaar en 350 dagen, enkel Bojan Krkic deed ooit beter.[37]
- Bij zijn debuut voor Spanje op 3 september 2020 was Fati met zijn 17 jaar en 308 dagen de tweede jongste speler ooit bij Spanje, na Ángel Zubieta (17 jaar en 283 dagen in 1936).[37]
- Met zijn eerste interlanddoelpunt op 6 september 2020 werd hij de jongste doelpuntenmaker ooit bij Spanje. Fati was toen 17 jaar en 311 dagen oud. De vorige recordhouder was Juan Errazquin, die in 1925 18 jaar en 344 dagen was. Fati brak in deze wedstrijd tegen Oekraïne nog een record: hij werd de jongste speler ooit die een basisplaats kreeg in de UEFA Nations League; de vorige recordhouder was Ethan Ampadu (17 jaar en 357 dagen).[37][42]

## Referentie
1. ↑  Ansu blaugrana fins al 2022 FC Barcelona, 24 juli 2019. Gearchiveerd op 15 november 2021.
2. ↑  Teenager Fati makes Barcelona history in debut La Liga game Goal, 26 augustus 2019. Gearchiveerd op 13 december 2021.
3. ↑  De eerste maanden van Ansu Fati bij Barcelona Voetbal Internationaal, 8 november 2019
4. ↑  Fati jongste doelpuntenmaker in Champions League Voetbal Internationaal, 11 december 2019
5. ↑  Tienersensatie Ansu Fati maakt zijn “droom” waar, krijgt nieuw rugnummer én is nu 400 miljoen waard volgens Barcelona Het Nieuwsblad, 23 september 2020
6. ↑  Barcelona moet smaakmaker Ansu Fati mogelijk voor maanden missen door knieblessure Het Nieuwsblad, 7 november 2020
7. ↑  Ansu Fati volvió al quirófano el 4 enero El Periódico, 5 februari 2021
8. ↑  Barça's toptalent Fati voor derde keer in halfjaar onder het mes: streep door EK NOS, 4 mei 2021
9. ↑  Ansu Fati: Four operations in six months AS, 4 mei 2021
10. ↑  Ansu Fati, the new number 10 FC Barcelona, 2 september 2021
11. ↑  Toptalent Ansu Fati hervat groepstraining bij FC Barcelona na ruim negen maanden blessureleed Het Nieuwsblad, 24 augustus 2021
12. ↑  Ansu Fati is back FC Barcelona, 25 september 2021
13. ↑  Eindelijk eens goed nieuws voor FC Barcelona: fitte Ansu Fati kan zondag rentree maken Het Nieuwsblad, 25 september 2021
14. ↑  Staande ovatie voor Fati na 'magische' rentree bij Barcelona Voetbal Internationaal, 26 september 2021
15. ↑  Ansu Fati, culer until 2027 FC Barcelona, 20 oktober 2021
16. ↑  Ansu Fati en Memphis Depay leiden Barcelona voorbij Valencia, Juventus stuurt Roma puntenloos huiswaarts Het Nieuwsblad, 17 oktober 2021
17. ↑  VAR zorgt niet enkel in België voor problemen: Valencia-coach “begrijpt niet waarom VAR bestaat” na omstreden penalty voor Barcelona Het Nieuwsblad, 18 oktober 2021
18. ↑  OVERZICHT CHAMPIONS LEAGUE. Barcelona haalt opgelucht adem in Kiev, Juventus en Bayern plaatsen zich als eerste voor knock-outfase Het Nieuwsblad, 2 november 2021
19. 1 2  Xavi geeft Barcelona maar tijdelijk vleugels: 0-3-voorsprong halfweg wordt nog uit handen gegeven tegen Celta de Vigo Het Nieuwsblad, 6 november 2021
20. ↑  Nieuwe knieblessure houdt Ansu Fati bij Barcelona aan de kant Het Nieuwsblad, 27 oktober 2021
21. ↑  Nu al kopzorgen voor Xavi: sterkhouders geblesseerd en kritiek op medische staf Barcelona Het Nieuwsblad, 8 november 2021
22. ↑  Real Madrid trekt aan langste eind na spektakelstuk en verlengingen tegen Barcelona en stoot door naar finale Supercup Het Nieuwsblad, 12 januari 2022
23. ↑  Tranen bij een supertalent: Barcelona-diamant Ansu Fati na maandenlange revalidatie meteen opnieuw geblesseerd Het Nieuwsblad, 22 januari 2022
24. ↑  Goed nieuws voor FC Barcelona: toptalent Ansu Fati is klaar voor rentree na veel blessureleed Het Nieuwsblad, 30 april 2022
25. ↑  Barcelona profiteert optimaal van puntenverlies concurrenten en klimt weer naar tweede plaats na zege tegen Mallorca Het Nieuwsblad, 1 mei 2022
26. ↑  FC Barcelona klopt Betis dankzij treffer vier minuten in blessuretijd en mag naar Champions League Het Nieuwsblad, 7 mei 2022
27. ↑  Volop vraagtekens rond toekomst Ansu Fati bij Barcelona. Voetbal International (1 mei 2023). Geraadpleegd op 1 mei 2023.
28. ↑  (en) Ansu Fati joins Albion on loan from Barcelona. www.brightonandhovealbion.com. Geraadpleegd op 3 juni 2024.
29. ↑  (en) UEFA.com, Brighton-Ajax | UEFA Europa League 2023/24. UEFA.com. Geraadpleegd op 3 juni 2024.
30. ↑  (en) 'Very disappointed' - Ansu Fati ready to seek Barcelona exit with Spaniard fed up of bit part role under Hansi Flick | Goal.com. www.goal.com (7 april 2025). Geraadpleegd op 1 juli 2025.
31. ↑  (en) Comberousse, Anthony, Ansu Fati joins AS Monaco. AS Monaco (1 juli 2025). Geraadpleegd op 1 juli 2025.
32. ↑  (en) Ansu Fati extends contract and leaves on loan for AS Monaco. www.fcbarcelona.com. Geraadpleegd op 1 juli 2025.
33. ↑  Fati stap dichter bij la Roja na het verkrijgen van Spaanse nationaliteit Sporza, 20 september 2019. Gearchiveerd op 26 februari 2021.
34. ↑  Barcelona-sensatie Fati mag ook van FIFA voor Spanje uitkomen NOS, 10 oktober 2019. Gearchiveerd op 31 oktober 2019.
35. ↑  Amper 17-jarige Ansu Fati is met heerlijke treffer jongste doelpuntenmaker ooit voor Spanje Het Nieuwsblad, 6 september 2020. Gearchiveerd op 6 september 2020.
36. ↑  Vizier op de vedette (in wording): Ansu Fati Sport/Voetbalmagazine, 28 mei 2020. Gearchiveerd op 28 oktober 2020.
37. 1 2 3 4 5 6 7 8 9  Ansu Fati's records FC Barcelona, 23 juli 2020. Gearchiveerd op 5 december 2021.
38. ↑  Borussia Dortmund 0 0 Barcelona BBC, 17 september 2019
39. ↑  Europa maakt kennis met Antonio Nusa (17) van Club Brugge: wie is deze “Scandinavische Neymar” en tweede jongste doelpuntenmaker ooit in Champions League? Het Nieuwsblad, 14 september 2022
40. ↑  Onhoudbare Ansu Fati gaat in El Clásico opnieuw op recordjacht Voetbal Internationaal, 24 oktober 2020
41. ↑  Ansu Fati becomes second youngest scorer in El Clásico history AS, 24 oktober 2020. Gearchiveerd op 30 november 2020.
42. ↑  Spain 4-0 Ukraine BBC, 6 september 2020. Gearchiveerd op 20 oktober 2021.

1 Majecki ·
2 Vanderson ·
4 Teze ·
5 Kehrer ·
6 Zakaria  ·
7 Ben Seghir ·
8 Pogba ·
9 Balogun ·
10 Golovin ·
11 Akliouche ·
12 Henrique ·
13 Mawissa ·
15 Camara ·
16 Köhn ·
17 Singo ·
18 Minamino ·
20 Ouattara ·
21 Ilenikhena ·
22 Salisu ·
27 Diatta ·
31 Fati ·
36 Embolo ·
37 Diop ·
50 Lienard ·
88 Magassa ·
Coach: Hütter
· Assistent-coach: Perrinelle
1 Sánchez ·
2 Azpilicueta ·
3 García ·
4 Torres ·
5 Busquets  ·
6 Llorente ·
7 Morata ·
8 Koke ·
9 Gavi ·
10 Asensio ·
11 Torres ·
12 Williams ·
13 Raya ·
14 Baldé ·
15 Guillamón ·
16 Rodri ·
17 Pino ·
18 Alba ·
19 Soler ·
20 Carvajal ·
21 Olmo ·
22 Sarabia ·
23 Simón ·
24 Laporte ·
25 Fati ·
26 Pedri ·
Coach: Enrique